# Brie-Comte-Robert
Brie-Comte-Robert è un comune francese gemellato con il comune bresciano Bagnolo Mella. È un comune di 16 467 abitanti situato nel dipartimento di Senna e Marna nella regione dell'Île-de-France. Vi nacque il pittore di marine Edouard Adam (1847-1929).
Nel centro storico sorge la chiesa di Saint-Étienne, costruita a partire dal 1188 in stile gotico e completata in stile rinascimentale nel 1545.

## Società

### Evoluzione demografica
Abitanti censiti